# Образование в Пакистане
Образование в Пакистане играет важную роль в жизни и культуре страны. Образование разделено на пять уровней: начальное (с первого по пятый класс), общее (с шестого по восьмой), полное (с девятого по десятый, по окончании которого выдают аттестат). В университетах выпускают бакалавров и магистров.Образование в Пакистане контролируется Федеральным министерством образования и правительствами провинций, в то время как федеральное правительство в основном оказывает помощь в разработке учебных программ, аккредитации и финансировании исследований и разработок. Статья 25-A Конституции Пакистана обязывает государство предоставлять бесплатное и обязательное качественное образование детям. «Государство предоставляет бесплатное и обязательное образование всем детям в возрасте от пяти до шестнадцати лет таким образом, как определенно законом ".

## Начальное образование
Только 63 % пакистанских детей закончили начальную школу. Кроме того, только 68 % пакистанских мальчиков и 72 % девочек достигают 5 класса. Стандартная национальная системы образования заимствована с британской системы. Дошкольное образование предназначено для 3-5 летних детей, и состоит из трёх этапов: игровые группы, ясли и детский сад. После дошкольного образования, ученики переходят в начальную школу. В средней школе практикуется раздельное обучение девочек и мальчиков, совместное обучение распространено только в крупных городах. Восемь наиболее распространённых дисциплин: урду, английский, математика, изобразительное искусство, наука, общественные науки, исламоведение и информатика. В некоторых школах изучают следующие иностранные языки: арабский, французский и китайский.

## Высшее образование
В Пакистане имеются как частные, так и государственные высшие учебные заведения. Согласно Quality Standard World University Ranking 2010, два пакистанских университета входят в 200 лучших высших учебных заведений мира. Согласно World Ranking of Universities, пять университетов Пакистана (университет Каид-и-Азам, Национальный университет науки и технологии, Университет Карачи, Университет инженерии и технологии, Лахорский университет) входят в список 600 лучших университетов мира.

## Религия и образование
Образование в Пакистане находится под сильным влиянием религии. Например, одно исследование пакистанских учителей естествознания показало, что многие отвергли теорию эволюцию, из-за религиозных соображений. Однако большинство пакистанских учителей, которые ответили на исследование (14 из 18), либо приняли или рассмотрели возможность эволюции живых организмов, хотя почти все пакистанские учителя естествознания отвергли эволюцию человека, потому что считали, что «люди не эволюционировали от обезьян». Это серьезное заблуждение и неправильное толкование науки об эволюции, но, согласно исследованию, это распространено среди многих пакистанских учителей. Хотя многие из учителей отвергли эволюцию людей, «все согласились с тем, что ‘нет никакого противоречия между наукой и Исламом’  в целом»

## Статистика
Таблица показывает уровень грамотности населения Пакистана в зависимости от года переписи.
| Год переписи | Мужчины | Женщины | Всего  | Городской | Сельский | Возрастная группа  |
| ------------ | ------- | ------- | ------ | --------- | -------- | ------------------ |
| 1951         | 19.2 %  | 12.2 %  | 16.4 % | --        | --       | Все возраста       |
| 1961         | 26.9 %  | 8.2 %   | 16.3 % | 34.8 %    | 10.6 %   | От 5 лет и старше  |
| 1972         | 30.2 %  | 11.6 %  | 21.7 % | 41.5 %    | 14.3 %   | От 10 лет и старше |
| 1981         | 35.1 %  | 16.0 %  | 26.2 % | 47.1 %    | 17.3 %   | От 10 лет и старше |
| 1998         | 54.8 %  | 32.0 %  | 43.9 % | 63.08 %   | 33.64 %  | От 10 лет и старше |
| 2004         | 66.25 % | 41.75 % | 54 %   | 71 %      | 44 %     |                    |
| 2009         | 69 %    | 45 %    | 57 %   | 74 %      | 48 %     |                    |

Таблица показывает уровень грамотности населения Пакистана в зависимости от провинции.
| Провинция        | Уровень грамотности | Уровень грамотности | Уровень грамотности | Уровень грамотности |
| Провинция        | 1972                | 1981                | 1998                | 2009                |
| ---------------- | ------------------- | ------------------- | ------------------- | ------------------- |
| Пенджаб          | 20.7 %              | 27.4 %              | 46.6 %              | 59 %                |
| Синд             | 30.2 %              | 31.5 %              | 45.3 %              | 59 %                |
| Хайбер-Пахтунхва | 15.5 %              | 16.7 %              | 35.4 %              | 50 %                |
| Белуджистан      | 10.1 %              | 10.3 %              | 26.6 %              | 45 %                |

Таблица показывает уровень грамотности населения Пакистана в федерально управляемых территориях.
| Регион                           | Уровень грамотности | Уровень грамотности | Уровень грамотности |
| Регион                           | 1981                | 1998                | 2007                |
| -------------------------------- | ------------------- | ------------------- | ------------------- |
| Федеральная столичная территория | 47.8 %              | 72.88 %             | 87 %                |
| Азад Кашмир                      | 25.7 %              | 55 %                | 62 %(2004)          |
| Гилгит-Балтистан                 | 3 % (женщины)       | 37.85 %             | 53 %(2006)          |
| Зона Племён                      | 6.38 %              | 17.42 %             | 22 %                |